# Steel Challenge

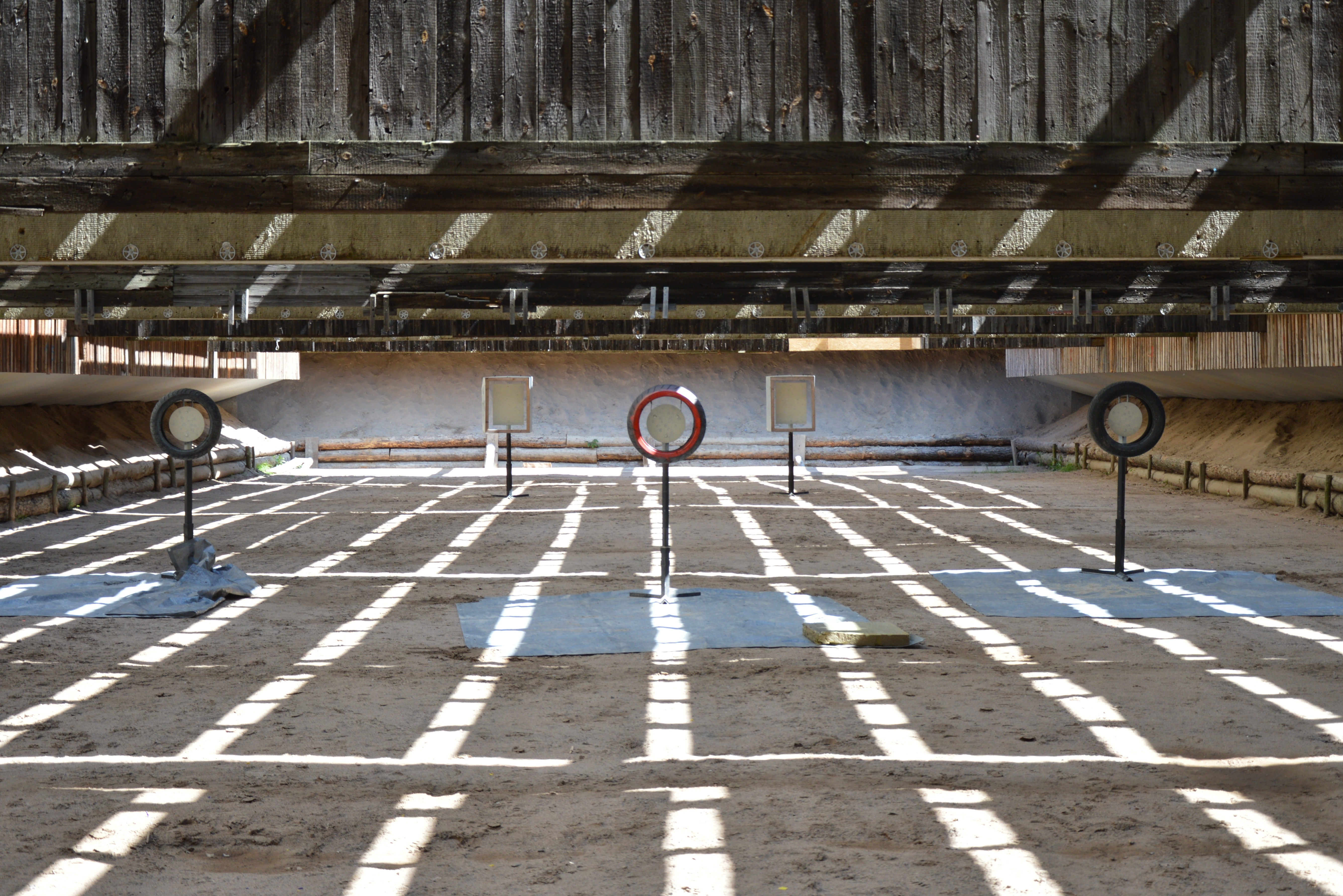
Übung Outer Limits

Steel Challenge (deutsch Stahl-Herausforderung) ist eine Schießsportdisziplin.

## Besonderheiten
Bei der Steel Challenge wird ausschließlich auf (runde oder rechteckige) Stahlplatten geschossen. Eine Besonderheit hierbei ist, dass es keine Trefferzonen („Ringe“/Punkte) gibt, sondern, ähnlich dem Wurfscheibenschießen, nur zwischen Treffer und Fehler unterschieden wird.
Bei der Steel Challenge werden keine Klappscheiben verwendet, das heißt, die Stahlplatten fallen nicht um, sondern die Treffer werden durch den akustischen („Pling“) und optischen Eindruck erkannt, der beim Einschlag des Geschosses auf der Stahlplatte entsteht.

## Wertungsklassen
In Europa werden in der Regel folgende Wettbewerbsklassen angeboten:
- Pistole offene Klasse:

Pistolen ohne Einschränkung, d. h. in der Regel mit optischer Visierung (Leuchtpunktvisier)
- Pistole Standardklasse

Pistolen ohne Kompensator und mit offener Visierung
- Revolver offene Klasse

Revolver ohne Einschränkung
- Revolver Standardklasse

Revolver ohne Kompensator und mit offener Visierung
In allen vier Klassen sind, wie im Grosskaliberschießsport üblich, nur Kaliber ab 9 mm (0,354 Zoll) zugelassen. Der Mindestimpuls der Geschosse beträgt 110.000 Grain * Fuß / Sekunde. 
Zusätzlich wird oft auch die Kleinkaliberklasse angeboten, für die kein Mindestimpuls gilt, und die auf Kaliber .22 lfB eingeschränkt ist.
Die Waffen müssen für das Tragen in einem Holster geeignet sein.

## Wertungssystem
Die Wertung erfolgt ausschließlich über die Zeit, die der Schütze für den ordnungsgemäßen Abschluss aller Teilübungen benötigt.
Jede Teilübung (englisch stage) wird von jedem Schützen fünfmal geschossen, wovon die vier besten Durchgänge gewertet werden. (Ausnahme: Die Teilübung „Outer Limits“ wird viermal geschossen, wovon die drei besten Durchgänge gewertet werden.)
In jedem Durchgang (englisch string) gibt es fünf zu beschießende Ziele, die in freier Reihenfolge zu treffen sind, mit Ausnahme der Stopp-Platte, die zwingend zuletzt getroffen werden muss.
Die Anzahl der abzugebenden Schüsse unterliegt dabei keiner Einschränkung, das heißt, nicht getroffene Ziele dürfen erneut beschossen werden.
Ablauffehler werden bestraft, indem drei Sekunden zur erreichten Zeit hinzuaddiert werden.
Die maximale Zeit pro Durchgang beträgt 30 Sekunden.
Die Zeit, die für die jeweiligen Durchgänge benötigt wird, wird elektronisch gemessen und bestimmt das Ergebnis; der Schütze mit der insgesamt geringsten Gesamtzeit gewinnt.

## Meisterschaften
Die European Steel Challenge wird jährlich in Winterswijk (Niederlande) ausgetragen. In Deutschland ist Steel Challenge seit dem 17. November 2014 als Disziplin des BDS staatlich genehmigt; der BDS bietet nun lokale, regionale und nationale Wettkämpfe bis hin zu Deutschen Meisterschaften an.